# Torbjörn Eliasson
Pour les articles homonymes, voir Eliasson.
Torbjörn Eliasson (né le 18 janvier 1947) est un homme politique ålandais.
Membre du parti centriste Ålandsk Center, il est élu au Lagting, le parlement régional d'Åland, en 2003, puis réélu en 2007 et en 2011. Il est brièvement ministre de l'Économie au sein du gouvernement de Viveka Eriksson du 19 avril 2010 au 25 novembre 2011.